# Karel Adam (hudebník)
Karel Adam (* 7. října 1962 v Praze) je český baskytarista, producent a zakladatel skupiny Vitacit. Působil v mnoha skupinách více či méně významných na české rockové a metalové scéně.

## Kariéra
Karel začal s hudbou v 70. letech. V roce 1976 založil v Roztokách skupinu která s po několika změnách názvu ustálila na Vitacit. V rámci Vitacitu píše Adam jedny z nejsilnější skladeb skupiny jako Tulák, Do hospody chodívám, Těžké jsou návraty domů, Návštěva u Led Zeppelin, Slaný slzy, Automat, Úklon a nic či San Remo. V roce 1982 odchází na povinnou vojenskou službu a střídá jej Luděk Adámek, Vitacit tím ztrácí svého skladatele.
V roce 1986 se vrací k hudbě a stává se členem berounské skupiny Moped. V roce 1989 zakládá Ladislav Křížek Kreyson a Karel okamžitě přijímá nabídku na basistu skupiny. Kapela míří vysoko, mají velké podium absolvují turné po německu atd.
V letech 1993-1999 působí také jako najatý studiový hráč - například u německé zpěvačky Jutty Weinhold či Aleše Brichty.
Roku 1994 přichází čas na reunion Vitacitu. Miloš Dodo Doležal tak svolává členy a nahrávají alba Navostro a Zaživa mrtví. Situace v kapele však není tak dobrá jako dříve, což vyvrcholí rozpadem v roce 1998.
Adam se tak připojuje do téhož roku ke skupině Aleše Brichty, ovšem pouze na krátko - v závěru roku 1998 se Karel Adam stává baskytaristou liberecké skupiny Krucipüsk, s kterým nahraje dnes již legendární album ~4~. Koncem roku 2001 se Adam znovu spojuje s Brichtou, zakládají superskupinu Grizzly, k nim se připojují ještě kytarista Robin Davídek (Krucipüsk) a bubeník Miloš Knopp (Dan Horyna band). Grizzlymu se ovšem s novým materiál nedaří a Brichta projekt rozpouští. Adam tak míří zpátky do sólové skupiny Aleše Brichty. V této době také s Pavlem Kuřetem z Vitacitu hrají ve folk/country skupině.
V roce 2011 končí u Aleše Brichty a přijímá post bassisty ve skupině Motorband, kterou vede bývalý Adamův spoluhráč od Brichty a Kreysonu - Libor Matejčik. Pro Motorband Adam nepracuje poprvé - V roce 2005 produkuje desku Satisfakce a později nahrává některé basové party na desku Heart of the Machine z roku 2009.

## Diskografie

### Kreyson
- Anděl na útěku/Angel on the run (1990)
- Křižáci/Crusaders (1992)

### Jutta Weinhold
- To Be or Not... (1993)

### Aleš Brichta
- Růže pro algernon (1994)
- Ráno ve dveřích armády spásy (1996)
- Hledač pokladů (1998)
- American Bull (2001)
- Anděl posledního soudu (2003)
- Divadlo snů (2006)
- Nech si to projít hlavou (2007)
- Dratizer (2009)
- Grizzly (2010)

### Krucipüsk
- Ratata (1993)
- Cirkus dneska nebude (1996)
- Bigada bigada baby (1998)
- 4 (2001)
- 10 years (kompilace, 2002)

### Motorband
- Heart of the Machine (2009, pouze část)
- V (2017)
- Černá & Bílá (2021)